# Vuoggatjålme

Vuoggatjålme är idag en turistanläggning i fjällvärlden i Arjeplogs socken efter en avtagsväg från Riksväg 95, den så kallade Silvervägen. Vuoggatjålme fick sin förste inbyggare, Erik August Lindmark (1845-1923; av staten inrättad soms.k.  fjällstuguåbo), från Abborrträsk i Arvidsjaurs socken 1877 enligt attest 26. Efter 45 år 1922 då dennes  son Johan Lindmark och efterträdare avlidit, kom inflyttare från Rebnisjaure, förfäder till nuvarande bybor, att bebo platsen när släkten Lindmark lämnat platsen.
Vuoggatjålme har mycket kalla vintrar. Här har man uppmätt Sveriges köldrekord på −52,6 °C den 2 februari 1966, som också är rekord i Europa utom Ryssland. Det mättes av SMHI:s väderstation. Vuoggatjålme har också satt två andra köldrekord per månad, −49,0 °C den 1 januari 1951 och −45,8 °C den 4 mars 1971.
Vuoggatjålme ligger mitt på polcirkeln och har en polarnatt varje år. Utanför Vuoggatjålme ligger sjön Vuoggatjålmejaure med höjden 482 meter över havet. Nästan varje år mäter man upp över en meter snö. All snö brukar vara bortsmält i början av juni. Den första snön brukar komma i början av oktober. Det är sällsynt att det blir varmare än +20 °C på sommaren.